# John Trickey (Radsportler)
John „Jack“ Trickey (* 24. Januar 1935; † 1. April 2022 in Bendigo) war ein australischer Radrennfahrer.
Bei den Olympischen Sommerspielen 1956 in Melbourne startete er im Straßenrennen, welches er jedoch aufgrund eines Sturzes nicht beendete. Auch in der Mannschaftswertung schaffte er es mit dem australischen Team zu keiner Platzierung, da nur zwei Fahrer aus Australien das Ziel erreichten.